# De Geitenpers
Stichting De GeitenPers is een kleine bibliofiele uitgeverij die in 1989 werd opgericht door Leen van Weelden (1939-2022). De uitgeverij is gevestigd in Brummen en richt zich op bibliofiele verzamelaars en op inwoners van de gemeente met literaire en historische interesse. De publicaties zijn bibliofiel door vormgeving, uitvoering, beperkte oplage en literaire vorm.
De naam van de uitgeverij vindt zijn oorsprong in het schilderij Jonge Witte Geit (1914) van de schilder Jan Mankes, die van 1916-1920, de laatste jaren van zijn leven, in Eerbeek (gemeente Brummen) woonde. De eerste uitgave van Stichting De GeitenPers in 1989 was gewijd aan Jan Mankes en de dichter Willem de Mérode.
In de reeks van 45 publicaties (tot en met 2022) zijn verhalen opgenomen van onder anderen de auteurs Simon Carmiggelt, Jan Siebelink, Nelleke Noordervliet, Thomas Verbogt, Koos van Zomeren, Bert Schierbeek, Hermine de Graaf, Hans Werkman, Kees 't Hart, Joke Hermsen, Agave Kruijssen, Lydia Rood, Jan Brokken, A.L. Snijders, Jolande Withuis, Martine Letterie en Bas Steman. Enkele publicaties bevatten tekeningen van kunstenaars zoals Klaas Gubbels, Truus Nienhuis, Cornelius Rogge en Geert Voskamp.
In 2014 is Stichting De GeitenPers overgenomen door Hans Broer (1961-2016) en Marguerite Tuijn. In 2017 werden Heidi Touw en Sander Grootendorst naast Tuijn de verantwoordelijke uitgevers.